# ساموئل ویرابیان
ساموئل میکائیلی ویرابیان (ارمنی: Սամվել Միքայելի Վիրաբյան؛  زادهٔ ۲۱ ژانویهٔ ۱۹۵۰ - درگذشته ۱۱ آوریل ۲۰۰۶) بازیگر اهل ارمنستان بود.

## زندگی‌نامه
وی در ۲۱ ژانویه ۱۹۵۰ در وانادزور به دنیا آمد و از آکادمی دولتی هنرهای زیبای ارمنستان فارغ‌التحصیل گشت. همچنین برندهٔ جوایزی همچون هنرمند افتخاری جمهوری ارمنستان شده‌است. وی در ۱۱ آوریل ۲۰۰۶ در سن ۵۶ سالگی در استپاناکرت درگذشت.